# Stazione di Yoyogi-Hachiman
La stazione di Yoyogi-Hachiman (代々木八幡駅?, Yoyogi-Hachiman-eki) è una stazione ferroviaria di Tokyo che si trova a Shibuya.

## Linee
Ferrovie Odakyū
● Linea Odakyū Odawara

## Struttura
La stazione dispone di due marciapiedi laterali con due binari passanti in superficie. La stazione si trova in un tratto in curva e la velocità dei treni è limitata ai 45 km/h.
| 1 | ● Linea Odakyū Odawara | per Machida, Hon-Atsugi, Odawara, Hakone-Yumoto, Karakida e Katase-Enoshima |
| 2 | ● Linea Odakyū Odawara | per Shinjuku                                                                |

## Stazioni adiacenti
| «                                 | Servizio             | »                    |
| Linea Odakyū Odawara              | Linea Odakyū Odawara | Linea Odakyū Odawara |
| --------------------------------- | -------------------- | -------------------- |
| Sangūbashi                        | Locale               | Yoyogi-Uehara        |
| Tutti gli altri treni non fermano |                      |                      |